# Aeródromo Pablo L. Sidar
El Aeródromo Pablo L. Sidar, más conocido como Aeródromo de Coalcoman (Código ICAO:MX27 -Código DGAC: CLM), es un pequeño campo de aviación ubicado en Coalcomán de Vázquez Pallares, Michoacán, México. 
Cuenta con una pista de aterrizaje asfaltada de 860 metros de largo y 16 metros de ancho así como varios hangares. El aeropuerto, a pesar de ser de uso civil, está resguardado por la Sedena y tuvo un proceso de cierre en 2010 para la modernización de la pista, esto debido al accidente sufrido por una pequeña aeronave en dicho lugar.
El aeródromo fue bautizado con ese nombre en honor al piloto mexicano Pablo "Loco" Sidar.

## Accidentes e incidentes
- El 24 de abril de 1989 una aeronave Piper PA-38-112 Tomahawk con matrícula N4466E que realizaba un vuelo privado entre el Aeropuerto de Guadalajara y el Aeródromo de Coalcomán se estrelló en un cerro cercano a la ciudad de Coalcomán, dejando lesionados a los dos ocupantes. Los hechos sucedieron cuando el piloto descendió de 11,000 pies a 7,500 pies para realizar fotografías del paisaje, sin percatarse que existía terreno elevado delante de ellos y que la aeronave no producía suficiente empuje para lograr evadir la montaña, por lo que antes de estrellarse el piloto apagó el motor, los sistemas eléctricos y cortó todos los suministros de combustible para evitar incendio.[3][4]